# Pleine-Selve (Aisne)
 Pleine-Selve  es una población y comuna francesa, en la región de Picardía, departamento de Aisne, en el distrito de Saint-Quentin y cantón de Ribemont.

## Demografía
| 220 | 222 | 175 | 149 | 187 | 179 |
| Para los censos de 1962 a 1999 la población legal corresponde a la población sin duplicidades (Fuente: INSEE [Consultar]) |     |     |     |     |     |